# Federal Heights
Federal Heights est une ville américaine située dans le comté d'Adams dans l’État du Colorado.

## Géographie
La municipalité s'étend sur 1,78 milles carrés (4,61 km2).

## Histoire
La ville s'appelle Federal Heights car elle a été créée sur le Federal Boulevard.

## Démographie
Selon le recensement de 2010, Federal Heights compte 11 467 habitants.
| 1950 | 1960 | 1970  | 1980  | 1990  | 2000   |
| ---- | ---- | ----- | ----- | ----- | ------ |
| 173  | 391  | 1 502 | 7 838 | 9 342 | 12 065 |

| 2010   | - | - | - | - | - |
| ------ | - | - | - | - | - |
| 11 467 | - | - | - | - | - |